# Atentado contra la casa cuartel de Cartagena
El atentado contra la casa cuartel de Cartagena fue un ataque con coche bomba perpetrado el 11 de septiembre de 1990 por la organización terrorista ETA, tomando como objetivo la residencia de los agentes de la Guardia Civil y sus familias en la ciudad de Cartagena. El atentado, el primero cometido por ETA en la Región de Murcia, se saldó sin víctimas mortales aunque ocho personas resultaron heridas.

## Contexto
En los días postreros del verano de 1990, los sucesivos intentos del Gobierno socialista del presidente Felipe González de entablar una negociación con ETA sobre el fin de la «lucha armada», que habían desembocado en las conversaciones de Argel con presencia de altos funcionarios españoles, hacía un año que habían naufragado por completo sin lograr ningún resultado. Las intermitentes treguas declaradas por la dirección de la organización nacionalista vasca –el colectivo Artapalo– no habían significado siquiera un freno a la planificación de nuevos atentados, como demostró la materialización de algunos de sus ataques más mortíferos: Hipercor y la casa cuartel de Zaragoza, en junio y diciembre de 1987.
Desde 1961 –año en que lanzase su primera acción violenta–, ETA no había golpeado nunca la Región de Murcia durante el curso de su campaña terrorista en territorio español, exceptuando los envíos frustrados de cartas bomba a funcionarios de prisiones. A la luz de la documentación incautada por las fuerzas de seguridad a los comandos desarticulados, sí era sin embargo conocida la inclusión de Cartagena en la lista de escenarios preferentes para atentados, en virtud de la localización en su municipio de puntos de interés como el Arsenal o la cárcel de San Antón.
En aquellas circunstancias era comandante del puesto de la Guardia Civil en Cartagena el capitán Antonio Tejero Díez, hijo del teniente coronel condenado por el 23F Antonio Tejero Molina, si bien en aquel momento disfrutaba de un permiso de vacaciones. Bajo su autoridad quedaba la casa cuartel de la ciudad, consistente en once bloques de viviendas de entre cuatro y seis alturas en los cuales residían normalmente 110 familias de guardias civiles.

## El atentado
A las 20:30 de la tarde previa a los sucesos, un vecino de Portmán recogía a dos autoestopistas en la carretera de La Unión, que rápidamente se presentaron como policías y lo encañonaron para que colaborase. Poco tardaron en reconocerse militantes de ETA, y tras conducirle junto a una antigua mina de la Sierra de Cartagena-La Unión, lo maniataron y robaron su vehículo. El coche, un Chrysler 150, fue manipulado y cargado de explosivos de cara al atentado en que sería empleado.
En torno a las 22:00, una testigo afirmó haber visto a un hombre aparcar el automóvil sustraído a unos 50 m del acuartelamiento de la Guardia Civil en Cartagena, en la calle Alfonso X el Sabio. Finalmente sería estacionado en la acerca frente al inmueble sobre las 22:40, según pudieron saber los agentes a posteriori, y allí quedó hasta la hora del incidente.
La detonación se produjo a las 02:00 de la madrugada, pudiendo escucharse en 20 km a la redonda, abriendo un boquete de 5 m en el muro del edificio y destruyendo el primer piso, vacío dado que la familia que residía allí habitualmente estaba de vacaciones. Las cinco alturas superiores, que sí estaban ocupadas por sus moradores, fueron rápidamente evacuadas por los bomberos y los mismos guardias civiles ante el peligro de derrumbe. La estructura de la casa cuartel, con las puertas abiertas de las cocheras, sirvió para amortiguar el efecto de la explosión, por la que únicamente hubo 17 personas que necesitaran asistencia médica o psicológica, de entre las cuales 8 fueron por heridas de carácter leve.
Las fuentes discrepan en cuanto al tipo y la cantidad de explosivos que los militantes de ETA depositaron en el vehículo. Así, en su artículo correspondiente al día siguiente al atentado, El País cita dos informaciones diferentes: los artificieros de la Guardia Civil, que relatan que fueron usados 80 kg de explosivo y metralla; y el Ministerio del Interior, que limita la carga a 50 kg de amonal. Dos semanas después, ABC menciona 80 kg de amosal, mientras que por otro lado, La Verdad aporta una cifra de 200 kg de amonal en un reportaje de 2013.

## Repercusiones
A consecuencia del atentado, se registraron importantes daños materiales, entre ellos 52 vehículos afectados por la explosión y el fuego, así como diversos desperfectos en las viviendas ubicadas en un radio de 100 m. Las familias damnificadas fueron realojadas por el alcalde Antonio Vallejo Alberola en una residencia cercana, mientras que el bloque de viviendas de la casa cuartel contra el que fue empleado el coche bomba tuvo que ser demolido por el considerable deterioro que acumulaba, y reconstruido al poco tiempo.
La delegada del Gobierno en la Región de Murcia señaló a ETA como responsable a las pocas horas del atentado, y el Ministerio del Interior lo atribuyó al comando Vizcaya, que habría pasado a ser itinerante tras sus últimas acciones en Bilbao y Burgos. Entre las reacciones de los representantes políticos destacó la del diputado de Herri Batasuna Jon Idigoras, quien calificó el suceso como «lamentable», si bien corresponsabilizó al Gobierno por no haberlo evitado manteniendo el diálogo con ETA.
Durante la década de 1990, ETA cometería nuevos atentados en la autonomía murciana: uno en febrero de 1992 con explosivos, que acabó con la vida del policía nacional Ángel García Rabadán en Murcia; y dos en el verano de 1993, con explosivos también pero sin fallecidos, que implicaron a la zona turística de La Manga del Mar Menor. Por su parte, los integrantes del comando Vizcaya fueron detenidos en varias redadas policiales a lo largo del año 1991, siendo aquel ininterrumpidamente desarticulado y reconstituido hasta 2011.